# Penthaleidae
Penthaleidae zijn  een familie van mijten. Bij de familie zijn zes geslachten met circa 15 soorten ingedeeld.

## Geslachten
De volgende genera zijn bij de familie ingedeeld:
- Chromotydaeus
- Halotydeus
- Linopenthaleus
- Linopenthaloides
- Penthaleus
- Turanopenthalodes